# Nans de Mataró

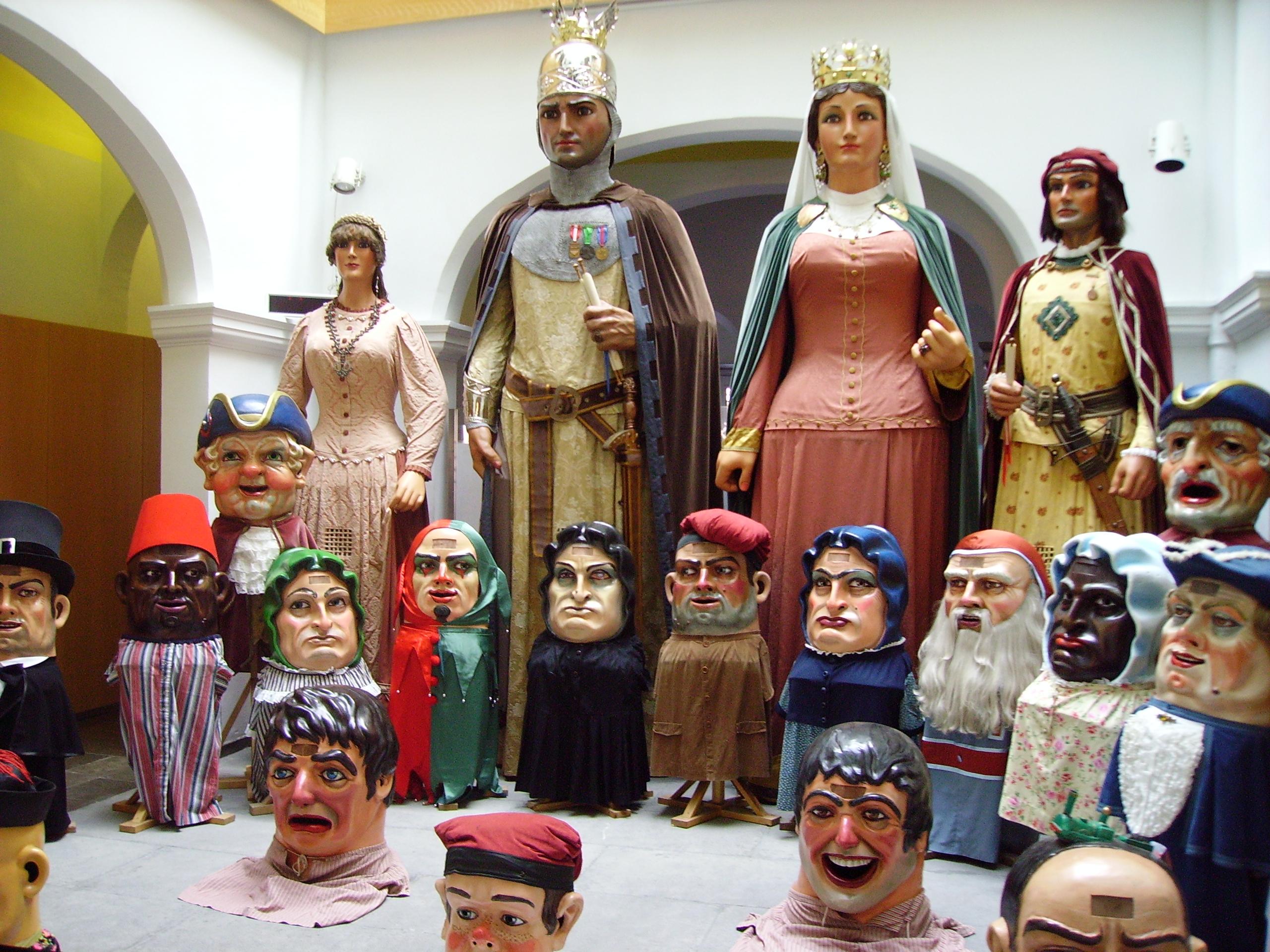
Família Robafaves i nans de Mataró

Els nans de Mataró són una comparsa de divuit  nans que acompanyen el gegant Robafaves i la resta de gegants de la ciutat de Mataró en els actes festius. Les primeres referències de l'existència de nans a la ciutat daten de finals de segle xix tot i que no se'n tenen gaires dades. Al llarg del segle xx, la comparsa de nans de Mataró ha anat creixent i es diferencien un total de quinze nans històrics i tres nans nous. Les darreres incorporacions són les dels nans que coneixem amb el nom de "nans nous", formada pels nans Jonàs i Mataties (incorporats l'any 1992) i en Biada (incorporat l'any 1998).
Nans històrics:
- Bufó
- Pagès
- Bruixa
- Macer seriós
- Macer rialler
- Follet
- Pierrot
- Xinès
- Mulata
- Compte
- Moro
- Carrau
- Vella blava
- Vella verda
- Patufet

Nans nous
- Jonàs
- Mataties
- Biada